# The Call (película)
The Call (La última llamada en España, 911: llamada mortal en Hispanoamérica y Línea de Emergencia en Argentina) es una película estadounidense de 2013, del género thriller, dirigida por Brad Anderson y escrita por Richard D'Ovidio. Su producción tuvo un presupuesto de 13 millones de dólares. La historia fue originalmente creada para ser una serie de televisión, pero, en el último momento, D'Ovidio la reescribió para que fuera un largometraje de 94 minutos. La filmación comenzó en julio del 2012 y abarcó un período de 25 días. La filmación tuvo lugar en el entorno de Los Ángeles, principalmente en Burbank y Santa Clarita.
El Festival Internacional de Cine de la Mujer llevó a cabo una proyección del largometraje, organizada en el teatro Regal South Beach el 26 de febrero de 2013. La película fue lanzada al cine por TriStar Pictures unas semanas después, el 15 de marzo de 2013. Considerado de alto concepto[cita requerida] por muchos críticos, el largometraje fue un éxito comercial, recaudando aproximadamente $60 millones, aunque recibió críticas dispares. Halle Berry (Jordan Turner) fue nominada a Mejor Actriz en un drama en los Teen Choice Awards, y a Mejor Actriz en los BET Awards.
La historia es protagonizada por Jordan Turner (Halle Berry), una operadora del Servicio de Emergencias de 911, que sufre una crisis emocional por el procedimiento fallido de llamadas que ocasionó el secuestro y posterior asesinato de Leah Templeton (Evie Thompson).

## Argumento
Todo inicia cuando una operadora veterana del 911 llamada Jordan Turner (Halle Berry), perteneciente al Departamento de Policía de Los Ángeles, recibe una llamada de la adolescente Leah Templeton (Evie Thompson), la cual se despierta al notar que un hombre entró a su casa. Jordan le indica que suba las escaleras y se encierre en su habitación, y, para engañar al hombre, que finja que ha huido por la ventana. Leah se oculta debajo de su cama. El hombre entra a la habitación y cae en la trampa, por lo que procede a bajar las escaleras para salir de la casa. La llamada repentinamente se corta y Jordan vuelve a llamar a Leah, dando así su ubicación en la casa por el sonido del teléfono. El hombre le saca el teléfono a Leah y Jordan trata de evitar que haga algo, asegurando que la policía está en camino, a lo que el hombre contesta "Ya está hecho" y corta, dejando a Jordan con la intriga. Unos días más tarde, Jordan ve las noticias, confirmando que Leah ha sido asesinada. Jordan,  afectada por el suceso,  le dice a su novio, el Oficial Paul Phillips (Morris Chestnut), que ya no puede seguir atendiendo llamadas.
Seis meses después, Jordan trabaja como  profesora de futuros aspirantes a operadores de 911. Un día, una operadora novata llamada Brooke recibe una llamada de la adolescente Casey Welson (Abigail Breslin), que ha sido secuestrada del estacionamiento de un centro comercial donde estaba con una amiga. Jordan decide encargarse de la llamada. Casey, que se encuentra en el baúl del coche en el que ha sido secuestrada, está utilizando un teléfono que se le olvidó a su amiga en el centro comercial, pero que es imposible de rastrearla ya que ella esta llamando por un celular desechable.
Mientras el secuestrador conduce, Jordan le indica a Casey que intente quitar una de las luces traseras del auto. La chica lo logra y saca la mano por el agujero, ocasionando que una conductora que manejaba por detrás se de cuenta de que Casey está siendo secuestrada y llame al 911. Un operador la atiende, logrando así obtener la localización aproximada de la niña quienes se dan cuenta de que el secuestrador está usando una matrícula robada, pero al darse cuenta el secuestrador de que lo están siguiendo toma una salida de la autopista y la mujer le pierde el rastro.
Jordan, al notar que el secuestrador ya no puede ser localizado, le indica a Casey que abra una de las latas de pintura que se encontraban en el baúl y la derrame por el agujero de la luz trasera, dejando un rastro de pintura en la carretera de modo que puedan rastrear el auto. Un hombre de un auto próximo nota la luz rota y la mancha de pintura y le avisa al secuestrador, ocasionando que este conduzca a un estacionamiento. El hombre lo sigue al notar su actitud sospechosa. El secuestrador toma una botella de cloroformo con la intención de dormir a Casey, pero el hombre llama al 911, y, antes de que le atiendan, el secuestrador nota la llamada y destruye el teléfono y desmaya al hombre con un golpe de pala en la cabeza. El secuestrador toma el auto del hombre y mete a este en el maletero, junto a Casey. Se deshace de los vidrios y el martillo, y sigue conduciendo.
Más tarde, la policía analiza la escena del crimen, y, al analizar las huellas dejadas en los vidrios, descubren que el secuestrador es Michael Foster (Michael Eklund). En el baúl del nuevo coche, Casey no puede quitar las luces, ya que las está bloqueando. Repentinamente el hombre se despierta y comienza a gritar, lo que ocasiona que Michael frene el auto y lo mate con un destornillador. Jordan, asustada, le pide a Casey que busque la cartera del hombre en sus bolsillos, para poder identificarlo. El hombre resulta llamarse Alan Denado (Michael Imperioli), y consiguen la matrícula de su coche, por lo que pueden rastrear el auto. Mientras Michael se dirige a una gasolinera para poder cargar gasolina al auto mientras está distraído, Casey pide ayuda y mientras un empleado se percata de esto y Michael lo descubre, mata al empleado rociándole gasolina y prendiéndole fuego en él hasta callándola y hasta que se dirige a su antiguo hogar en Santa Clarita, donde saca a Casey del baúl y la golpea en la cara, y descubre el teléfono con la llamada en proceso. Jordan le dice que no hiera a Casey, y que toda la policía lo está rastreando, pero Michael dice "Ya está hecho", y corta la llamada, y Jordan se da cuenta de que es el mismo hombre que mató a Leah al comienzo de la película.
La policía se dirige al hogar de Michael Foster, donde su esposa les habla de su casa de Santa Clarita.
En la central de 911, la jefa de Jordan le dice que ya puede irse a su casa, pero ella, resignada, escucha el final de la llamada varias veces, por lo que descubre un ruido particular de fondo. Mientras tanto, la policía revisa el antiguo hogar de Michael y descubre el auto de Alan, pero no hay nadie dentro. Michael está oculto en un sótano al que se accede desde un portón horizontal oculto entre los pastizales. 
Jordan decide investigar por su cuenta y se dirige a Santa Clarita, donde la policía ya se ha marchado. Al llegar, descubre que el ruido que había oído al final de la llamada pertenece al mástil de una bandera, y se da cuenta de que Casey debe estar cerca. Entra a la casa a revisar y encuentra fotos de Michael con su hermana, una adolescente rubia y hermosa que sufre leucemia, y, en las fotos siguientes, se puede ver una relación incestuosa entre Michael y esta.
En el sótano, Casey está atada a una silla de dentista y, mientras Michael está volteado, esta logra soltarse y le tira aerosol en el rostro, por lo que no puede ver mientras la niña se escapa. Entra a una habitación, en la que descubre lo que Michael quiere hacer con ella, pero este la encuentra y vuelve a atarla. Jordan encuentra el portón que da al sótano y lo abre, e intenta llamar a la policía, pero su celular se cae por el agujero y debe bajar a buscarlo. Oye la voz de Michael y se dirige a la habitación donde Casey está atada. Mientras evita que Michael la descubra, también se da cuenta de lo que él hacía con las chicas que llevaba a aquel sótano y, aprovechando que este no notó su presencia, es capaz de salvarle la vida a Casey cuando él ya había comenzado a hacer una incisión en el límite entre el pelo y la frente. Jordan golpeó fuerte a Michael, pero solo lo dejó sin sentido, por lo que este despierta y vuelve a atacarlas. Por último, logran dominar al asesino y atarlo con cadenas a la misma silla en la que la niña estuvo atada anteriormente. Michael les pregunta que a qué hora llegará la policía. Casey le dice: "¿qué policía?; si yo escapé, Jordan me encontró en el bosque y tú desapareciste...". Michael le dice a Jordan "no puedes hacer eso" y Jordan le responde: "YA ESTÁ HECHO”. Hasta que lo dejan encerrado en el sótano y durante los créditos dice la frase “Linea de emergencia, en que puedo ayudarle?”.

## Reparto
- Halle Berry como Operadora Jordan Turner.
- Michael Eklund como Michael Foster.
- Morris Chestnut como Official Paul Phillips.
- Abigail Breslin como Casey Welson.
- David Otunga como Official Jake Devans.
- Michael Imperioli como Alan Denado.
- Evie Thompson como Leah Templeton.
- Denise Dowse como Flora.
- Justina Machado como Rachel.
- José Zúñiga como Marco.
- Roma Maffia como Maddy.
- Ella Rae Peck como Autumn.
- Jenna Lamia como Operadora Brooke.
- Ross Gallo como Josh.
- Shawnee Badger como Melinda Foster.
- Tara Platt como Mujer juvenil.